# Wang Chong (Xin)

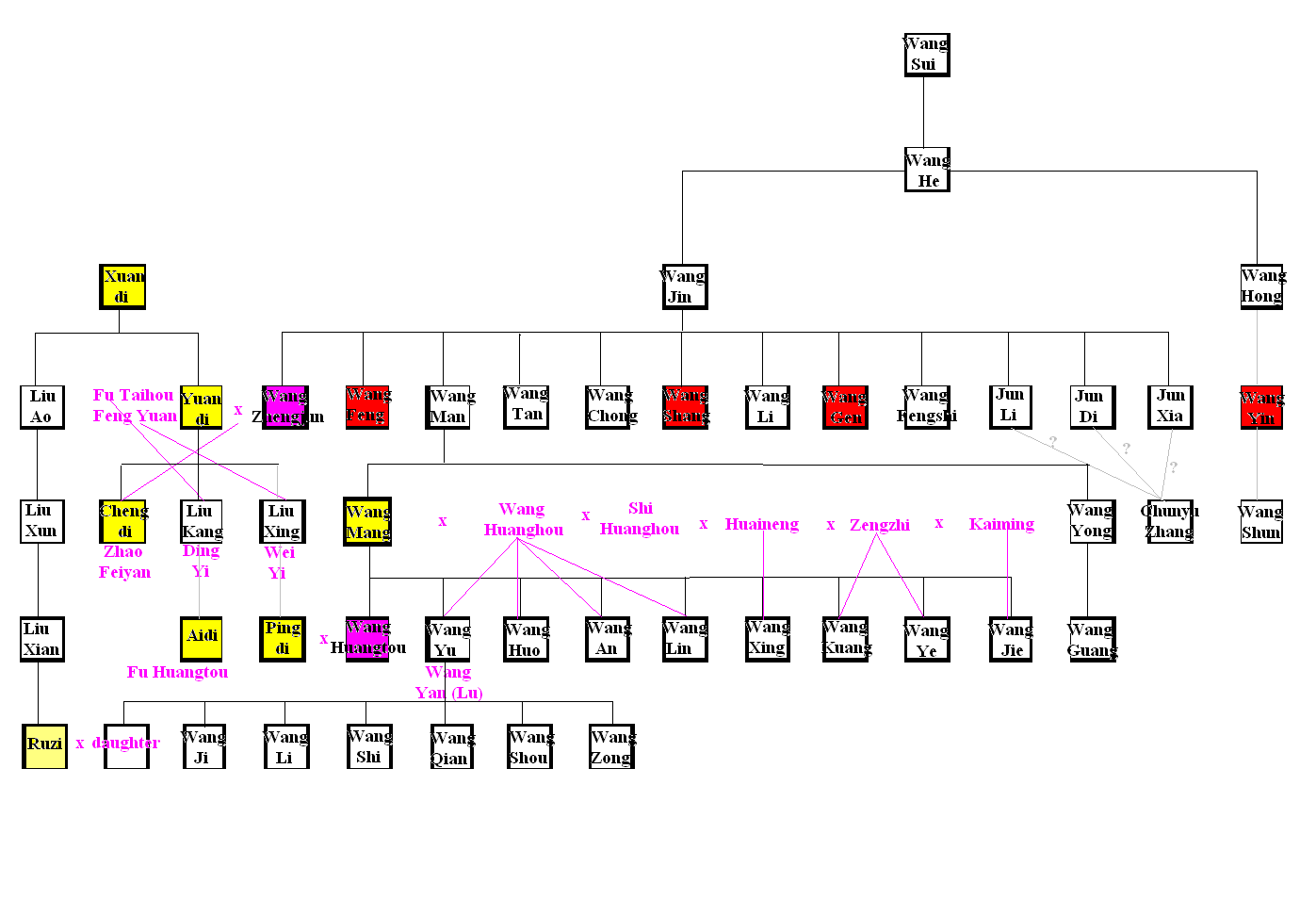
Stamboom van de familie Wang

Wang Chong (†30 of 28 v.Chr.) behoorde tot de familie van de Chinese keizer Wang Mang. Hij was de vierde zoon van Wang Jin en oom van zowel keizer Cheng als van Wang Mang. Met steun van zijn (volle) zus, keizerin-weduwe Wang Zhengjun werd hij in 32 net als zijn vijf andere (half)broers (Wang Tan, Wang Shang, Wang Li, Wang Gen en Wang Fengshi) in de adelstand verheven. Hij ontving de titel 'markies van Ancheng' (Ancheng hou, 安成侯), met de daarbij horende landgoederen. Wang Chong stierf in 30 of 28 v.Chr.
Uit zijn huwelijk met Wang Fang werd postuum een zoon, Wang Fengshi geboren.